# Struthbach (Schweinfe)
Der Struthbach ist ein etwa 5,1 Kilometer langer, orographisch rechter Zufluss der Schweinfe. Er verläuft in seiner Gesamtheit in der Buntstruth, einer im Umweltatlas von Hessen als Naturraum-Untereinheit 345.4 identifizierten Landschaft im nordhessischen Landkreis Waldeck-Frankenberg. Er wird gelegentlich auch als Bach von Römershausen bezeichnet.

## Geographie

### Verlauf
Seine Quelle befindet sich etwa 1,3 km westlich von Römershausen am Osthang des Burgwalds auf etwa 358 m Höhe. 
Er fließt zunächst knapp 1,5 km nach Osten bis nach Römershausen, wo er am Südrand des Dorfs auf die Landesstraße 3073 trifft und an deren Südseite nach Ostsüdosten umbiegt. Danach nimmt der Bach, von der L 3073 an seinem nördlichen, orographisch linken Ufer begleitet, nach etwa 400 m Fließstrecke den von Südwesten (rechts) kommenden, etwa 1,6 km langen Gute-Loh-Bach auf. Dieser speist etwa 250 m vor seiner Mündung den Mühlengraben der 1952/53 stillgelegten Knottenmühle, der dann unmittelbar östlich der ehemaligen Mühle und 150 m südlich der Guteloh-Mündung ebenfalls in den Struthbach einmündet. Der Struthbach biegt dort nach Osten um, unterquert die L 3073 auf deren Nordseite, und wendet sich dann in langem Bogen nach Südosten. Er verläuft nun, immer von der L 3073 begleitet, etwa 1300 m durch ein Wiesental nach Mohnhausen, das er nördlich passiert und wo er am nordöstlichen Ortsausgang den von Südwesten kommenden, rund 1,6 km langen Rossebach aufnimmt. 
Danach fließt er, weiterhin von der L 3073 begleitet, 1,5 km bis nach Bockendorf, das er im Süden der Ortslage durchquert und wo er dann nach weiteren 200 m und Unterqueren der Kreisstraße 101 auf 280 m Höhe von links in die Schweinfe, einen Zufluss der Wohra, mündet.

### Zuflüsse
- Gute-Loh-Bach (rechts), 1,6 km
- Rossebach (rechts), 1,6 km